# Vitalij Zotov
Vitalij Olehovyč Zotov (in ucraino Віталій Олегович Зотов?; Lozova, 3 marzo 1997) è un cestista ucraino.

## Carriera
Con l'Ucraina ha disputato i Campionati europei del 2022.

## Palmarès
- Campionato ucraino: 1

Budivelnyk Kiev: 2016-17
- Campionato lettone: 1

VEF Rīga: 2021-22
- Coppa d'Ucraina: 1

Budivelnyk Kiev: 2015
- Lega Lettone-Estone: 1

VEF Rīga: 2021-22
- Coppa di Lettonia: 2

VEF Riga: 2022, 2023